# Hélène Langevin-Joliot
Pour les articles homonymes, voir Langevin, Joliot-Curie, Famille Langevin et Famille Curie.
Ne doit pas être confondu avec Hélène Solomon-Langevin.
Hélène Langevin-Joliot, à l'origine Gabrielle Hélène Joliot-Curie, née le 19 septembre 1927 à Paris, est une physicienne française, petite-fille de Pierre et de Marie Curie.

## Biographie

### Origines familiales

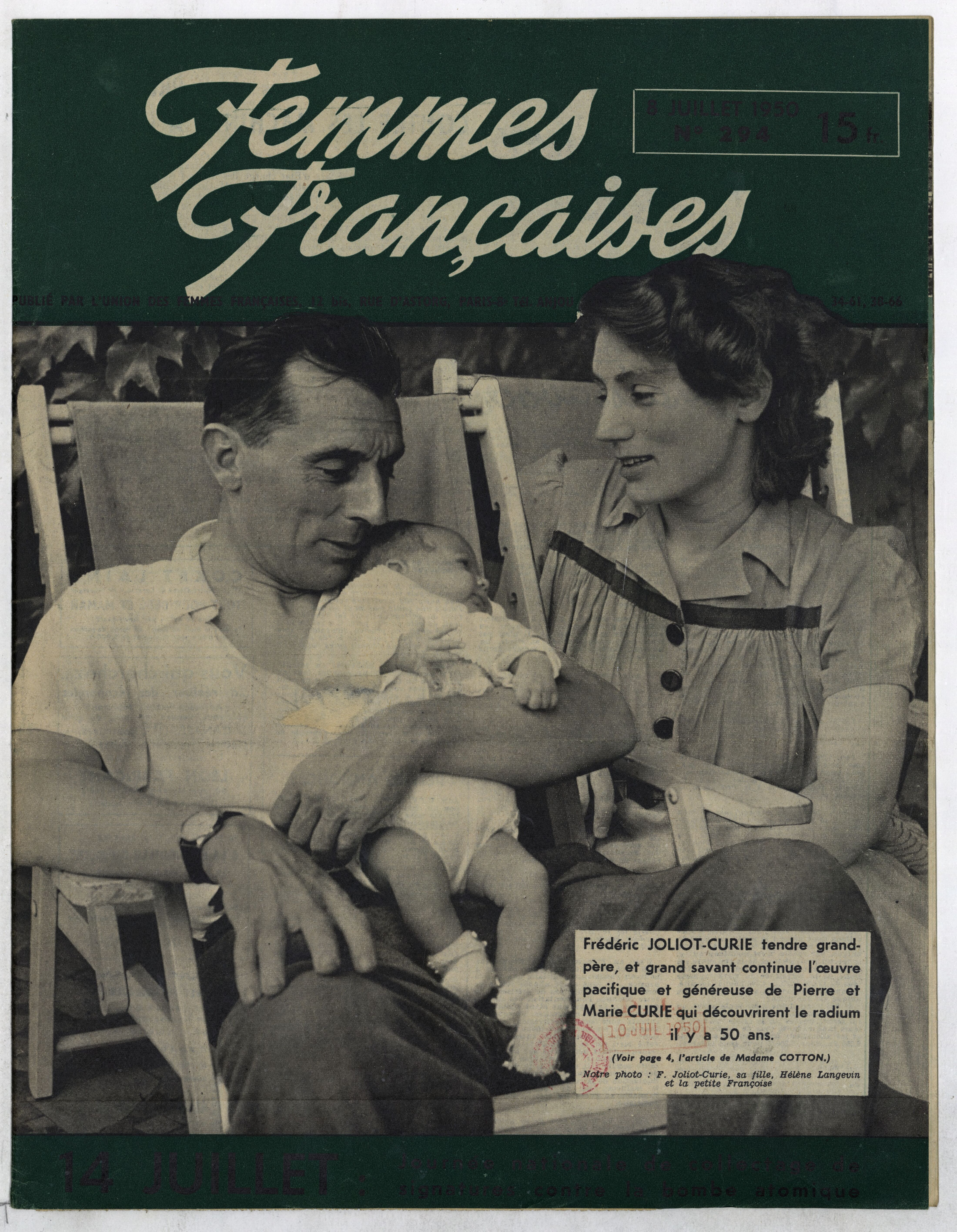
Hélène Langevin-Joliot et son père Frédéric Joliot-Curie à la une de Femmes françaises, 8 juillet 1950.

Hélène Joliot-Curie est la fille de Frédéric Joliot-Curie et de son épouse Irène, tous deux prix Nobel de chimie en 1935, Irène étant la fille de Pierre Curie (prix Nobel de physique en 1903) et de Marie Curie (prix Nobel de physique en 1903 et de chimie en 1911). 
Elle est la sœur de Pierre Joliot, biologiste, membre de l'Académie des sciences.

### Formation
Hélène entre en sixième en octobre 1937 au lycée de jeunes filles de Sceaux, ouvert en 1936, baptisé lycée Marie-Curie en janvier 1937 et inauguré en juin 1937 en présence de ses parents et du ministre de l'Éducation nationale du Front populaire Jean Zay. Elle est reçue au baccalauréat en série Mathématiques Élémentaires en 1944[réf. nécessaire]. 
Hélène poursuit ses études à l'École supérieure de physique et de chimie industrielles de la ville de Paris (ESPCI ParisTech), où Pierre et Marie Curie ont découvert le radium et le polonium au début du siècle. Elle fait partie, comme son époux Michel Langevin, de la 64e promotion de l'ESPCI, diplômée en 1949.
Elle soutient une thèse de doctorat d'État en 1956.

### Mariage (1948) et descendance
En 1948, elle épouse le petit-fils de Paul Langevin, Michel, physicien nucléaire, membre du Parti communiste français et syndicaliste actif. 
Ils ont deux enfants : 
- Françoise, née le 21 mai 1950, ancienne directrice adjointe d'établissement public (Agrimer) ;
- Yves, né le 25 juillet 1951, astrophysicien à l'Institut d'astrophysique spatiale (IAS)[3].

### Carrière
Entrée comme chercheuse en physique nucléaire fondamentale au CNRS à Orsay, elle est chargée de recherche en 1956, puis maître de recherche en 1959 et directrice de recherche en 1969. 
Elle dirige la division de physique nucléaire de l'Institut de physique nucléaire d'Orsay – actuel laboratoire Irène Joliot-Curie de l'université Paris-Saclay – de 1979 à 1983 et préside la commission de physique nucléaire de 1981 à 1985. 
Elle est réputée pour ses travaux sur les réactions nucléaires à moyenne énergie et les états des noyaux révélant les mouvements individuels de nucléons à haute énergie d’excitation. 
Membre du conseil scientifique de l'office parlementaire pour les choix scientifiques et techniques de 1985 à 1992, elle est aujourd'hui directrice de recherche émérite au CNRS. 

### Engagements
Suivant l'exemple de ses parents, elle fait preuve d'un engagement militant, notamment en ce qui concerne l'utilisation pacifique de l'énergie nucléaire. 
En 1969, elle est l'une des personnalités membres du Comité national de soutien à la candidature de Jacques Duclos à l'élection présidentielle française. 
De 2004 à 2012, elle est présidente de l'Union rationaliste, créée par Paul Langevin et présidée par son père Frédéric Joliot de 1946 à 1955. 
Soucieuse de la diffusion de la culture scientifique, elle coordonne en 2015 avec Jacques Haissinsky un ouvrage intitulé Science et culture : repères pour une culture scientifique commune, auquel contribuent des scientifiques et des philosophes des sciences, comme Jean-Pierre Kahane, Michel Morange, Évariste Sanchez-Palencia. 
Elle apporte publiquement son soutien au Parti communiste français à l'occasion des élections européennes de 2019.
Elle a été conseillère municipale de la ville d'Antony.

## Distinctions
- Commandeur de la Légion d'honneur[12].
- Grand-croix de l'ordre national du Mérite

## Publications
- Progrès scientifique et progrès: pour sortir de la confusion, Raison présente numéro 194, 2015.
- Jacques Haissinsky, Hélène Langevin-Joliot et Jean-Pierre Kahane, Science et culture : repères pour une culture scientifique commune, Rennes, Ed. Apogée, coll. « Espaces des sciences. », 2015, 158 p., 9782843984730 (ISBN 978-2-84398-473-0 et 2-84398-473-4, OCLC 910560510, BNF 44330039).
- « Refonder les rapports de la science et de la société, un objectif majeur », dans : Michel Wieviorka (dir.), La science en question(s), Paris, Editions Sciences humaines, 2014.
- Marie Curie, Irène Joliot-Curie et Ève Curie, Lettres : Marie Curie et ses filles, Paris, Pygmalion, 2010, 416 p. (ISBN 978-2-7564-0457-8, BNF 42436847).
- Science, société, démocratie, Les Cahiers rationalistes, 2009.
- La Science, espoirs et interrogations, Bulletin de l'Union des physiciens, 2007.
- Avant-propos et édition de Leçons de Marie Curie : Physique élémentaire pour les enfants de nos amis, avec Rémi Langevin, texte recueilli par Isabelle Chavannes, préface par Yves Quéré, postface par Hélène Gispert, EDP Sciences, 2003.
- « Évocation de Paul Langevin », Épistémologiques, janvier-juin 2002, numéro spécial Paul Langevin, son œuvre, sa pensée.
- « Sur un rayonnement gamma de 121 keV observé dans une source de 147 pm de très grande pureté », Journal de physique, 1956.
- Contribution à l'étude des phénomènes de freinage interne et d'autoionisation associés à la désintégration beta, thèse de doctorat de sciences physiques, Faculté des sciences de Paris, Paris, Masson, 1956.